# Marion Leurs-Mordang
Maria Franciscus Hubertus Leurs-Mordang (Wittem, 15 juli 1962)  is een Nederlands PvdA-politicus en bestuurder. Sinds 26 september 2013 is zij burgemeester van Stein.

## Biografie
Leurs heeft van 2000 tot 2002 de opleiding hogere bestuursdienst gevolgd aan de Bestuursacademie Tilburg met als specialisaties Sociaal Zekerheidsbeleid en Welzijn en Onderwijs. Voordat zij burgemeester van Stein werd in 2013, was Leurs raadslid in Gulpen-Wittem. Leurs is sinds 26 september 2013 burgemeester van Stein.